# Polychrysia sica
Polychrysia sica là một loài bướm đêm trong họ Noctuidae.